# Războiul Laponiei

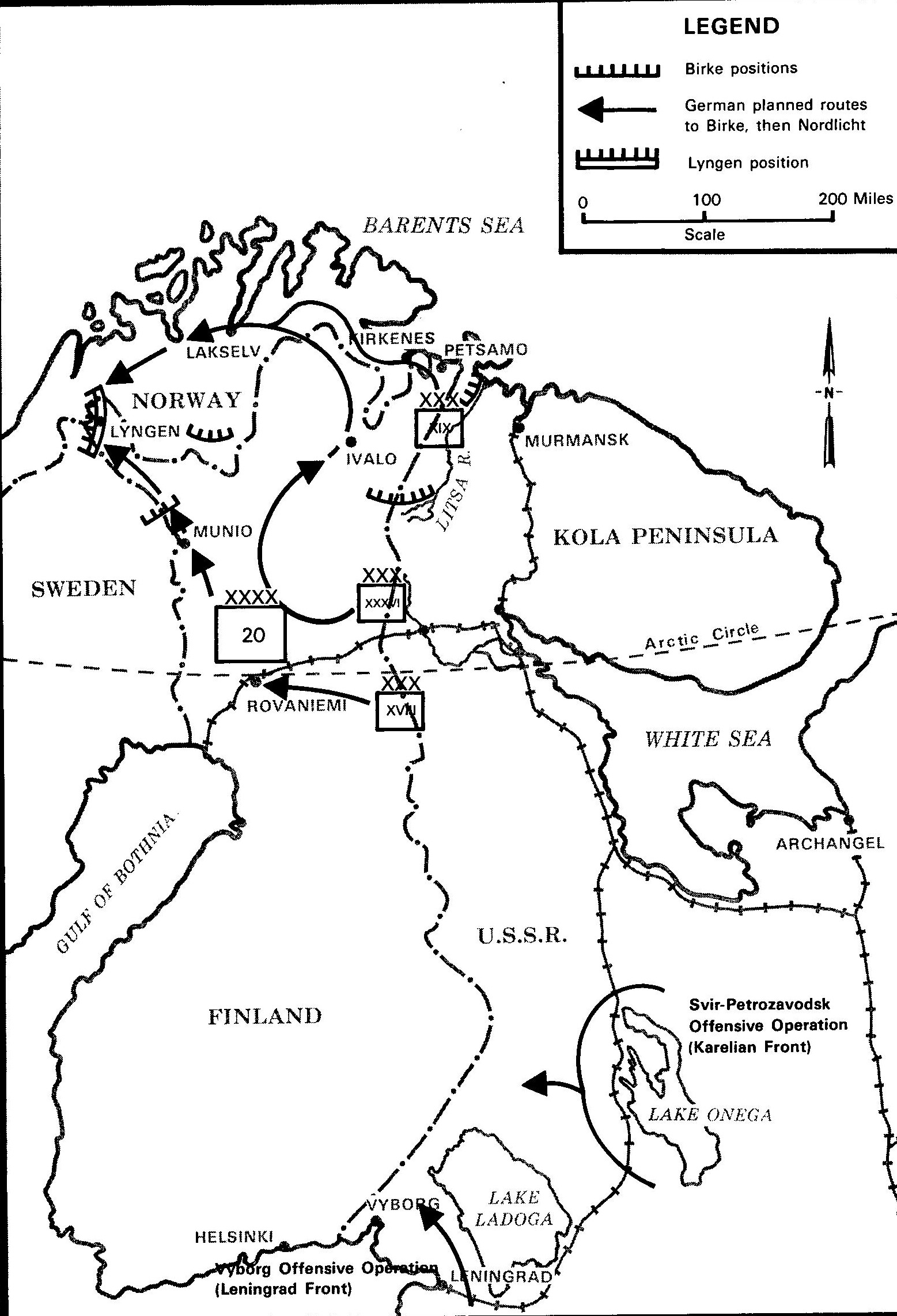
Retragere germană din Finlanda la sfârşitul verii din 1944

Războiul Laponiei (Finlandeză: Lapin sota; Germană: Lapplandkrieg; Suedeză: Lapplandskriget) a fost războiul dus în Laponia, provincie din nordul Finlandei, între Finlanda și Germania Nazistă între septembrie 1944 și aprilie 1945, care s-a soldat cu retragerea Germaniei.
Deși finlandezii și germanii luptaseră împotriva Uniunii Sovietice din 1941 în timpul Războiului de Continuare (1941-1944), negocierile de pace fuseseră deja purtate cu intermitențe în perioada 1943-1944 între Finlanda, Aliații Occidentali și URSS, dar niciun acord nu fusese încheiat. Armistițiul de la Moscova, semnat la 19 septembrie 1944, a cerut Finlandei să rupă legăturile diplomatice cu Germania și să expulzeze sau să dezarmeze soldații germani care au rămas în Finlanda după 15 septembrie 1944.
Wehrmacht-ul anticipase această întorsătură a evenimentelor și plănuise o retragere organizată în Norvegia ocupată de germani, ca parte a Operațiunii Birke (Mesteacăn). În ciuda unei operațiuni de aterizare ofensivă eșuată a Germaniei în Golful Finlandei, evacuarea a decurs pașnic la început. Finlandezii au escaladat situația în război la 28 septembrie, după presiunea sovietică de a adera la termenii armistițiului. Armata finlandeză a fost solicitată de Uniunea Sovietică să demobilizeze și să urmărească trupele germane până părăsesc pământul finlandez. După o serie de bătălii minore, războiul s-a încheiat efectiv în noiembrie 1944, când trupele germane au ajuns în Norvegia sau în vecinătatea ei și au luat poziții fortificate. Ultimii soldați germani au părăsit Finlanda la 27 aprilie 1945, cu puțin timp înainte de sfârșitul celui de-al Doilea Război Mondial în Europa.
Finlandezii considerau războiul un conflict separat, deoarece ostilitățile cu alte națiuni încetaseră după Războiul de Continuare. Din perspectiva germană, a făcut parte din cele două campanii de evacuare din nordul Finlandei și nordul Norvegiei. Implicarea sovietică în război a echivalat cu monitorizarea operațiunilor finlandeze, sprijin aerian minor și intrarea în nord-estul Laponiei în timpul ofensivei Petsamo-Kirkenes. Impactul militar a fost relativ limitat, ambele părți înregistrând în jur de 4.000 de victime, deși amânarea tacticilor pământului pârjolit și de plasare în retragere a minelor terestre ale germanilor au devastat Laponia finlandeză. Wehrmacht-ul s-a retras cu succes, iar Finlanda și-a respectat obligațiile în temeiul armistițiului de la Moscova, dar a rămas oficial în război cu Uniunea Sovietică și Regatul Unit până la ratificarea Tratatului de pace de la Paris din 1947.